# حالة حفظ
حالة الحفظ للنوع هي مؤشر لإمكانية بقاء النوع على قيد الوجود في الحاضر والمستقبل المنظور عبر دراسة إجمالي معدلات التزايد والتناقص للمجموعة بمرور الوقت ومهددات الوجود والتناسل وينشط في هذا المجال اتحاد الحماية العالمي الذي أصدر القائمة الحمراء للأنواع المهددة بالانقراض والذي وضع فيها 3 أصناف للأنواع المهددة بالانقراض وهي:
- معرض للخطر للغاية
- معرض للخطر
- غير محصن

## أنظمة عالمية

### القائمة الحمراء للأنواع المهددة بالانقراض الصادرة عن الاتحاد الدولي لحفظ الطبيعة
تُعد القائمة الحمراء للأنواع المهددة بالانقراض الصادرة عن الاتحاد الدولي لحفظ الطبيعة أفضل نظام إدراج وتصنيف معروف لحالة الحفظ في العالم. تُصنف الأنواع في القائمة الحمراء هذه إلى تسعة مجاميع وفقًا لمعايير مثل معدل التراجع وحجم السكان ومنطقة التوزيع الجغرافي ودرجة تفتت السكان وتوزيعهم.
تحتوي القائمة أيضًا على الأنواع التي انقرضت منذ سنة 500 ميلادية. يُستخدم المصطلح الرسمي «الأنواع المهددة بالانقراض» عند الحديث عن القائمة الحمراء من أجل وصف مجموعة مؤلفة من ثلاثة تصنيفات: أنواع مهددة بخطر انقراض أقصى، والأنواع المهددة بالانقراض، والأنواع المعرضة للانقراض.
- نوع منقرض (EX، أي EXtinct): لا توجد أفراد حية تابعة لهذا النوع.
- نوع منقرض في البرية  (EW، أي Extinct in the Wild): تبقى على قيد الحياة في الأسر أو في محمية طبيعية خارج مكان معيشتها الأصلي.
- نوع مهدد بخطر انقراض أقصى (CR، أي CRitically endangered): معرض لخطر الانقراض في البرية بشكل عالٍ للغاية.
- نوع مهدد بالانقراض (EN، أي ENdangered): معرض لخطر عالي للانقراض في البرية.
- نوع مهدد بخطر انقراض أدنى (VU، أي VUlnerable): معرض لخطر الانقراض من البرية.
- نوع قريب من خطر الانقراض (NT، أي Near Threatened): من المرجح أن يُصبح مهددًا بالانقراض في المستقبل القريب.
- نوع يعتمد على جهود حفظه (CD، أي Conservation Dependent): يجري حفظه كي لا يصبح مهدداً بالانقراض، إلا أن بعض الأحداث قد تؤدي إلى زيادة الخطر عليه.
- نوع غير مهدد بالانقراض (LC، أي Least Concern): الأدنى خطرًا للتعرض للانقراض؛ لا يرقى ليُصنف ضمن فئة أعلى خطورة. تحتوي هذه الفئة على تصنيفات واسعة ومتعددة.
- نوع ناقص البيانات (DD، أي Data Deficient): لا توجد بيانات كافية لعمل تقييم لخطر انقراض هذا النوع.
- نوع لم يُقيم (NE، أي Not Evaluated): لم تُقيم وفقًا لمعايير القائمة الحمراء.

### معاهدة التجارة العالمية لأصناف الحيوان والنبات البري المهدد بالانقراض
تهدف معاهدة التجارة العالمية لأصناف الحيوان والنبات البري المهدد بالانقراض (يُطلق عليها اختصارًا سايتس) إلى ضمان عدم تسبب التجارة الدولية بعينات من الحيوانات البرية والنباتات بتهديد نجاة هذه الأنواع. تطلب العديد من البلدان تصاريح ساتيس عند استيراد النباتات والحيوانات الموجودة في قائمة سايتس.

## أنظمة متعددة البلدان
تُعد توجيهيات الطيور والموائل في الاتحاد الأوروبي الأدوات القانونية التي تُقيم حالة الحفظ للأنواع والموائل في الاتحاد الأوروبي.
يُركز نظام حالة حفظ منظمة نايتشر سيرف على أمريكا اللاتينية والولايات المتحدة الأمريكية وكندا ومنطقة البحر الكاريبي ومحيطه. طُوّر هذا النظام من قبل علماء في منظمات نايتشر سيرف ومنظمة الحفاظ على الطبيعة وشبكة مراكز برامج وبيانات إرث الطبيعة. دُمج هذا النظام بتزايد مع نظام القائمة الحمراء للأنواع المهددة بالانقراض. تُصنف الأنواع فيه إلى الفئات التالية: نوع مفترض الانقراض (جي إكس) ونوع مُحتمل الانقراض (جي إتش) ونوع مهدد بالانقراض بشكل كبير (جي1) ونوع مهدد بالانقراض (جي2) ونوع معرض للانقراض (جي3) ونوع آمن نسبيًا (جي 4) ونوع آمن (جي5) . يُتيح النظام أيضًا رتبًا غامضة وغير مؤكدة مثل رُتب غير محددة الأرقام (على سبيل المثال جي2؟)، ورُتب نطاقية (على سبيل المثال جي2 جي3) التي تُستخدم عند عدم التأكد من الرتبة المحددة. يُضيف نظام نايتشر سيرف رتبة حبيس أو مصقول (سي)، التي تحمل نفس معنى تصنيف منقرض في البرية في القائمة الحمراء للأنواع المهددة بالانقراض.
يُستخدم نظام كتاب البيانات الأحمر لروسيا الاتحادية في لروسيا الاتحادية، ويُعد استعماله مقبولًا في أجزاء من أفريقيا.

## الأنظمة الوطنية
يصف قانون حماية البيئة وحفظ التنوع البيولوجي لعام 1999 (قانون إي بّي بي سي) المُقر في أستراليا قوائم من الأنواع المهددة بالانقراض ومجتمعات بيئية وعمليات مُهدِدة بالانقراض. تُشابه فئات هذا القانون فئات نظام القائمة الحمراء ومعاييره للأنواع المهددة بالانقراض لعام 1994 (النسخة 2.3). استُخدم نظام أكثر سهولة قبل إقرار قانون إي بّي بي سي، الذي أُقر وفقًا لقانون حماية الأنواع المهددة بالانقراض في 1992. تمتلك بعض الولايات وحكومات الأقاليم أنظمة خاصة بهم لحالة الحفظ. توجد رموز نظام الحفظ الغربي لأستراليا ضمن قائمة النباتات النادرة ذات الأولوية المعلنة.
ينشر المعهد الفلمنكي لبحوث الطبيعة والغابات في بلجيكا مجموعة مؤلفة من أكثر من 150 مؤشر طبيعي على الإنترنت باللغة الهولندية.
تتألف لجنة حالة الحياة البرية المهددة بالانقراض في كندا (كوسويك) من مجموعة من الخبراء الذين يقيّمون ويعينون الأنواع البرية المعرضة لبعض خطر الاختفاء من كندا. يعود تحديد الجهة المسؤولة قانونيًا عن حماية الأنواع المقيمة من قبل كوسويك إلى الحكومة الفيدرالية، وذلك وفقًا لقانون الأنواع المعرضة للخطر (سارا).
حددت الدولة والمحافظات وبعض المقاطعات في الصين أنواع الكائنات البرية الرئيسة التي قررت حمايتها.
تقع الكثير من الأنوع تحت الحماية في فنلندا وفقًا لقانون حفظ الطبيعة وتوجيهيات الموائل والطيور في الاتحاد الأوروبي.  
تنشر الوكالة الفيدرالية لحماية الطبيعة في ألمانيا «قوائم حمراء للأنواع المهددة بالانقراض».
تمتلك الهند قانون حماية الحياة البرية المُقر في 1972 والمعدل في 2003 وقانون التنوع البيولوجي المقر في 2002.
تنشر وزارة البيئة اليابانية كتابًا أحمر لبيانات الأنواع البرية المهددة في اليابان.
تنشر وزارة الزراعة والطبيعة وجودة الغذاء الهولندية قائمة بالأنواع المهددة بالانقراض ويُطبق حفظ الأنواع عن طريق قانون حفظ الطبيعة المقر في 1998. تُحمى الأنواع أيضًا من خلال توجيهيات الطيور البرية والموائل.
ينشر قسم الحفظ في نيوزيلندا قوائم نظام تصنيف التهديد النيوزيلندي. أُنيطت فئة من سبعة فئات بكل نوع مهدد بالانقراض بدءًا من يناير 2008: نوع شديد التهديد بالانقراض وطنيًا، ونوع مهدد بالانقراض وطنيًا، ونوع معرض للانقراض وطنيًا، ونوع متناقص، ونوع متعافٍ، ونوع غابر ونوع غير شائع وطنيًا. ينظر هذا التصنيف إلى الأنواع على المستوى الوطني فقط، إذ توجد العديد من أنواع الكائنات المختصة بنيوزيلندا فقط.
صدر الكتاب الأحمر لروسيا الفيدرالية في 2001، واحتوى على فئات تحدد حالة الحفظ لأنواع مختلفة من الكائنات الحية. يحتوي هذا الكتاب على 8 أصناف من البرمائيات و21 صنفًا من الزواحف و128 صنفًا من الطيور و74 صنفًا من الثدييات، وبهذا يُصبح مجموع الأصناف 231 صنفًا. إضافة إلى هذا، يوجد أكثر من 30 كتابًا أحمر في الأقاليم المختلفة، مثل الكتاب الأحمر المختص بمنطقة البلطيق الصادر في 1994.
تكون المؤسسة الوطنية للتنوع البيولوجي الوطني في جنوب أفريقيا، والمؤسسة وفقًا لقانون التنوع البيولوجي في 2004، مسؤولة عن إصدار قوائم للأنواع المصابة، ومتابعة تطبيق قرارات سايتس. يُتصور سهولة إبقاء القوائم الحمراء المتنوعة مواكبة للمستجدات من الناحيتين التقنية والمالية.
حدد قانون حماية الحيوانات البرية وحفظها في تايلاند 15 نوعًا محفوظًا من الحيوانات وفئتين من الأنواع المحمية التي يمنع القانون صيدها واستيلادها وحيازتها وتجارتها. يقع عاتق تنظيم هذه الفعاليات على الحدائق الوطنية التابعة لقسم حفظ النباتات التابع لوزارة الموارد الطبيعية والبيئة.
تُصدر وزارة حماية البيئة في أوكرانيا قائمة بالأنواع المهددة بالانقراض (مقسمة إلى سبع فئات من «0» - منقرض إلى «6» - معاد تأهيله) وتنشرها في الكتاب الأحمر الخاص بأوكرانيا.
أُنشئت قائمة الأنواع المهددة بالانقراض في أمريكا وفقًا لقانون الأنواع المهددة بالانقراض.